# Van Buren Township (Missouri)
Van Buren Township est un ancien township, situé à l'ouest, du comté de Jackson, dans le Missouri, aux États-Unis,.
Le township fondé en 1837 est baptisé en référence à Martin Van Buren, 8e président des États-Unis.

### Source de la traduction
- (en) Cet article est partiellement ou en totalité issu de l’article de Wikipédia en anglais intitulé « Van Buren Township, Jackson County, Missouri » (voir la liste des auteurs).